# Pilton (Northamptonshire)
Pilton – osada w Anglii, w hrabstwie Northamptonshire, w dystrykcie (unitary authority) North Northamptonshire. Leży 36 km na północny wschód od miasta Northampton i 108 km na północ od Londynu.